# 宾朗
宾朗，另译平朗，是缅甸掸邦勃欧自治区宾朗镇区下辖的一个镇，也是宾朗镇区的行政中心。该镇海拔为1,510（4,950英尺） ，位于54号国道沿线。一条铁路线穿过镇中心，连接垒固和格劳，这两个城市是该地区的主要旅游城镇
该镇居民主要以勃欧族和掸族为主。

## 经济

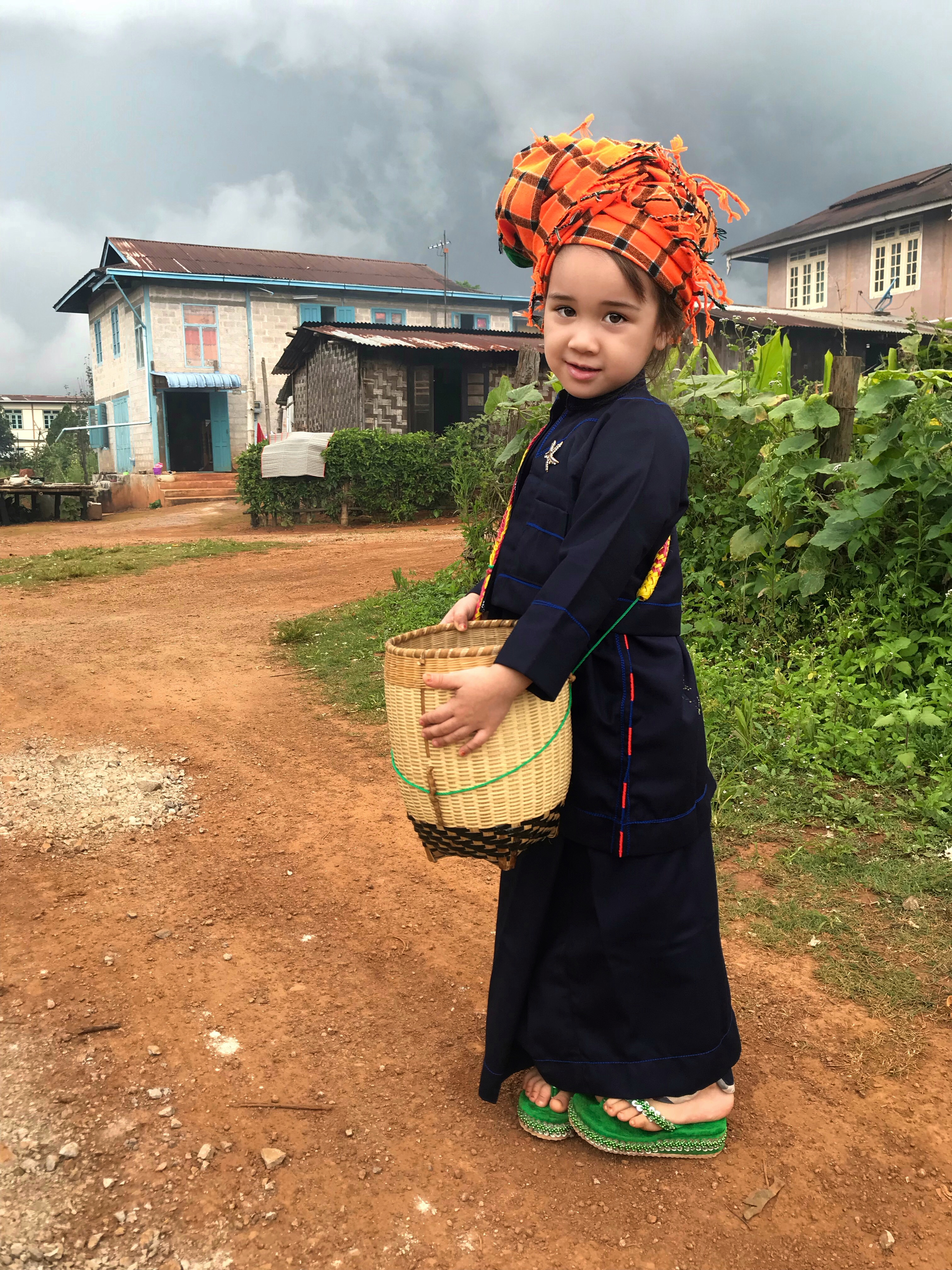
宾朗的土豆种植区内身着勃欧族传统服饰的女孩

传统上，该地区的农民种植雪茄叶、玉米和豆类等自给性作物。20世纪初，鸦片贸易兴起，罂粟成为该地区的主要经济作物。然而，近年来，人们开始努力种植咖啡和茶等其他经济作物。如今，宾朗是缅甸首屈一指的茶叶种植城镇，其中最主要的品种是阿萨姆红茶。此外，由于气候条件适宜，捲心菜、花椰菜、马铃薯、玉米和芝麻也大量种植。
2010年之前，进入宾朗是一项艰巨的任务。来自内比都、缅甸南部和西部的商人如果想与宾朗的高地农民和少数民族进行贸易，必须穿越危险的蜿蜒道路，乘船穿过邦朗河。后来，缅甸政府与外国承包商签订合同建造了一座横跨河流的大型钢桁架悬索桥，缓解了通行难的困扰。